# Крецештиј де Сус (Васлуј)
Крецештиј де Сус (рум. Crețeștii de Sus) насеље је у Румунији у округу Васлуј у општини Крецешти. Oпштина се налази на надморској висини од 173 m.

## Становништво
Према подацима из 2002. године у насељу је живело 745 становника, од којих су сви румунске националности.